# Markel Irizar
Markel Irizar Aranburu (Oñati, 5 februari 1980) is een Spaans voormalig beroepswielrenner die zijn carrière in 2019 afsloot bij Trek-Segafredo. 

## Carrière
In 2004 werd Irizar beroepsrenner bij de Baskische wielerploeg Euskaltel-Euskadi. In 2006 reed hij twee grote rondes uit: hij werd 90e in de Ronde van Italië en 94e in de Ronde van Spanje. In 2008 verraste hij met een tweede plaats in de proloog van Parijs-Nice. Hij is echter vooral een klimmer. In 2011 behaalde Irizar zijn grootste overwinning: het eindklassement in de Ruta del Sol.

## Belangrijkste overwinningen
2002
1e etappe Bidasoa Itzulia
2009
Bergklassement Tour Down Under
2010
3e etappe deel B Ronde van Poitou-Charentes
2011
Eindklassement Ruta del Sol

## Resultaten in voornaamste wedstrijden
| Jaar | Ronde van Italië | Ronde van Frankrijk | Ronde van Spanje |
| ---- | ---------------- | ------------------- | ---------------- |
| 2004 |                  |                     |                  |
| 2005 |                  |                     | opgave           |
| 2006 | 90e              |                     | 94e              |
| 2007 | 68e              |                     |                  |
| 2008 | 74e              |                     |                  |
| 2009 |                  |                     | 114e             |
| 2010 |                  |                     |                  |
| 2011 |                  | 84e                 | 96e              |
| 2012 |                  |                     | 93e              |
| 2013 |                  | 103e                |                  |
| 2014 |                  | 63e                 |                  |
| 2015 |                  | 93e                 | 89e              |
| 2016 |                  | 120e                | opgave           |
| 2017 |                  | 135e                | 119e             |
| 2018 | 134e             |                     | 130e             |
| 2019 | 136e             |                     |                  |

| Jaar | Milaan-San Remo | Gent-Wevelgem | Ronde van Vlaanderen | Parijs-Roubaix | Luik-Bast.‑Luik | Ronde van Lombardije | Parijs-Tours | Waalse Pijl |  | Wereldranglijsten |
| ---- | --------------- | ------------- | -------------------- | -------------- | --------------- | -------------------- | ------------ | ----------- |  | ----------------- |
| 2004 |                 |               |                      |                |                 |                      | 113e         |             |  |                   |
| 2005 |                 |               |                      |                | opgave          |                      |              | 122e        |  |                   |
| 2006 |                 | 62e           | 84e                  | 91e            |                 |                      |              |             |  |                   |
| 2007 |                 | 86e           | 40e                  | 79e            |                 |                      |              |             |  |                   |
| 2008 |                 | 45e           | 87e                  | 71e            |                 |                      | 96e          |             |  |                   |
| 2009 |                 | opgave        | 65e                  | 83e            |                 | opgave               | 62e          |             |  |                   |
| 2010 | 56e             | opgave        | opgave               | 51e            |                 | opgave               | 70e          |             |  |                   |
| 2011 |                 |               |                      |                | opgave          |                      |              | 133e        |  | 181e (UWT)        |
| 2012 | 116e            |               | opgave               | buit.tijd      |                 |                      |              |             |  |                   |
| 2013 |                 | opgave        | 94e                  | opgave         |                 |                      |              |             |  |                   |
| 2014 |                 |               | 79e                  | 94e            |                 |                      |              |             |  |                   |
| 2015 |                 |               | 100e                 | 74e            |                 |                      |              |             |  |                   |
| 2016 |                 |               | 80e                  | 98e            |                 |                      |              |             |  |                   |
| 2017 |                 |               |                      |                |                 |                      |              |             |  |                   |
| 2018 |                 |               |                      |                |                 |                      |              |             |  | 423e (UWT)        |
| 2019 | 146e            |               |                      |                |                 |                      |              |             |  |                   |

## Ploegen
- 2004 –  Euskaltel-Euskadi
- 2005 –  Euskaltel-Euskadi
- 2006 –  Euskaltel-Euskadi
- 2007 –  Euskaltel-Euskadi
- 2008 –  Euskaltel-Euskadi
- 2009 –  Euskaltel-Euskadi
- 2010 –  Team RadioShack
- 2011 –  Team RadioShack
- 2012 –  RadioShack-Nissan-Trek
- 2013 –  RadioShack Leopard
- 2014 –  Trek Factory Racing
- 2015 –  Trek Factory Racing
- 2016 –  Trek-Segafredo
- 2017 –  Trek-Segafredo
- 2018 –  Trek-Segafredo
- 2019 –  Trek-Segafredo

Albizu ·
Arrizabalaga ·
Artetxe ·
Camaño ·
D. Etxebarria ·
U. Etxebarria ·
Fernández ·
Flores ·
Galparsoro ·
González ·
Irizar ·
Isasi ·
Laiseka ·
Landaluze ·
López de Munain ·
Luengo ·
Martínez ·
Mayo ·
Peña ·
Sánchez ·
A. Silloniz ·
J. Silloniz ·
Verdugo ·
H. Zubeldia ·
J. Zubeldia ·
Antón (stagiair)
Albizu ·
Antón ·
Artetxe ·
Camaño ·
Etxebarria ·
Fernández ·
Flores ·
A. González ·
G. González ·
Herrero ·
Irizar ·
Isasi ·
Laiseka ·
Landaluze ·
López ·
López de Munain ·
Luengo ·
Martínez ·
Mayo ·
Peña ·
Sánchez ·
A. Silloniz ·
J. Silloniz ·
Verdugo ·
H. Zubeldia ·
J. Zubeldia ·
Albizuri (stagiair) ·
Pérez (stagiair)
Albizu ·
Albizuri ·
Antón ·
Aranaga ·
Camaño ·
Etxebarria ·
Fernández ·
Flores ·
González ·
Hernández ·
Herrero ·
Iriondo ·
Irizar ·
Isasi ·
Laiseka ·
Landaluze ·
López ·
Luengo ·
Mayo ·
Mayoz ·
Peña ·
A. Pérez ·
R. Pérez ·
Sánchez ·
Silloniz ·
Uribarri ·
Verdugo ·
H. Zubeldia ·
J. Zubeldia
Albizuri ·
Antón ·
Aperribay ·
Aranaga ·
Astarloza ·
Azanza ·
Bru ·
Etxebarria ·
Fernández ·
Galdós ·
Galparsoro ·
Hernández ·
Iriondo ·
Irizar ·
Isasi ·
Lafuente ·
Landaluze ·
Luengo ·
Oroz ·
Mayoz ·
Peña ·
A. Pérez ·
R. Pérez ·
Sánchez ·
Txurruka ·
Uribarri ·
Velasco ·
Verdugo ·
H. Zubeldia ·
J. Zubeldia
Agirre ·
Albizuri ·
Antón ·
Aperribay ·
Aramendia ·
Astarloza ·
Azanza ·
Bru ·
Fernández ·
Galdós ·
Galparsoro ·
Hernández ·
Irizar ·
Isasi ·
Lafuente ·
Landaluze ·
Luengo ·
Martínez ·
Oroz ·
A. Pérez ·
R. Pérez ·
Sánchez  ·
Txurruka ·
Velasco ·
Verdugo ·
Zubeldia
Agirre ·
Antón ·
Aramendia ·
Astarloza ·
Azanza ·
de Lis de Andrés ·
Fernández ·
Galdós ·
Hernández ·
Irizar ·
Isasi ·
Lafuente ·
Landaluze (tot 15/07) ·
Martínez ·
Nieve ·
Oroz ·
A. Pérez ·
R. Pérez ·
Sánchez  ·
Txurruka ·
Urtasun ·
Velasco ·
Verdugo
Armstrong ·
Beppu ·
Bewley ·
Brajkovič ·
Busche ·
Hermans ·
Horner ·
Impey ·
Irizar ·
Fuyu (tot 30/04) ·
Klöden ·
Leipheimer ·
Lequatre ·
Machado · 
McCartney ·
Moeravjov ·
Paulinho ·
Popovytsj ·
Rast ·
Rosseler ·
Rovny ·
Rubiera ·
Selander ·
Steegmans ·
Vaitkus ·   
Zubeldia ·
Avery (stagiair) ·
Phinney (stagiair) ·
Sergent (stagiair) 
Armstrong (tot 16/02) ·
Beppu ·
Bewley ·
Brajkovič ·
Busche ·
Cardoso ·
Deignan ·
Hermans ·
Horner ·
Hunter ·
Irizar ·
King ·
Klöden ·
Kwiatkowski ·
Leipheimer ·
Lequatre ·
Machado · 
McCartney ·
McEwen ·
Moeravjov ·
Oliveira ·
Paulinho ·
Popovytsj ·
Rast ·
Rosseler ·
Rovny ·
Selander ·
Sergent ·
Zubeldia ·
Bennett (stagiair) ·
Parker (stagiair) ·
Sjaloenov (stagiair) 
Bakelants ·
Bennati ·
Bennett ·
Busche ·
Cancellara   ·
Didier ·
Fuglsang ·
Gallopin ·
Gerdemann ·
Hermans ·
Horner ·
Irizar ·
King ·
Klöden ·
Machado ·
Monfort ·
Nizzolo ·
Oliveira ·
Popovytsj ·
Posthuma ·
Rast ·
Rohregger · 
Roulston ·
A. Schleck ·
F. Schleck ·
Sergent ·
Voigt ·
Wagner ·
Zaugg ·
Zubeldia
Bakelants ·
Bennett ·
Busche ·
Cancellara ·
Devolder ·
Didier ·
Gallopin ·
Hermans ·
Hondo ·
Horner ·
Irizar ·
Jungels ·
King ·
Kišerlovski ·
Klöden ·
Machado ·
Monfort ·
Nizzolo ·
Oliveira ·
Popovytsj ·
Rast ·
Rohregger · 
Roulston ·
A. Schleck ·
F. Schleck ·
Sergent ·
Voigt ·
Zubeldia
Alafaci · Arredondo · Beppu · Busche · Cancellara · Devolder · Didier · Felline · Hondo · Irizar · Jungels · Kišerlovski · Nizzolo · Popovytsj · B. van Poppel · D. van Poppel · Rast · Roulston · A. Schleck · F. Schleck · Sergent · Silvestre · Stuyven · Vandewalle · Voigt · Watson · Zoidl · Zubeldia · Chevrier (stagiair) · Eastman (stagiair) · Kirsch (stagiair)
Alafaci · Arredondo · Beppu · Busche · Cancellara · Coledan · Devolder · Didier · Felline · Irizar · Jungels · McConnell · Mollema · Nizzolo · Popovytsj · B.van Poppel · D.van Poppel · Rast · Roulston · Schleck · Sergent · Silvestre · Steegmans · Stuyven · Vandewalle · Watson · Zoidl · Zubeldia · Basso (stagiair) · Bernard (stagiair) · Rekita (stagiair)
Alafaci · Arredondo · Beppu · Bernard · Bobridge · Bonifazio · Cancellara   · Coledan · Devolder · Didier · Felline · Hesjedal · Irizar · Mollema · Nizzolo · Popovytsj · van Poppel · Rast · Reijnen · Schleck · Stetina · Stuyven · Theuns · Zoidl · Zubeldia · Allegaert (stagiair) · Mosca (stagiair)
Alafaci · Beppu · Bernard · Brändle · Cardoso · Coledan · Contador · Daniel · Degenkolb · Didier · Felline · Gogl · Guerreiro · Hernández · Irizar · de Kort · Mollema · Nizzolo · Pantano · Pedersen · van Poppel · Rast · Reijnen · Stetina · Stuyven · Theuns · Zubeldia · Conci (stagiair) · Moschetti (stagiair) · Toovey (stagiair)
Alafaci · Beppu · Bernard · Brambilla · Brändle · Conci · Daniel · Degenkolb · Didier · Eg · Felline · Frame · Gogl · Grmay · Guerreiro · Irizar · de Kort · Mollema · Mullen · Nizzolo · Pantano · Pedersen · van Poppel · Rast · Reijnen · Skujiņš · Stetina · Stuyven
Beppu · Bernard · Brambilla · Ciccone · Clarke · Conci · Degenkolb · Eg · Felline · Frame · Gogl · Irizar (actief t/m 3 augustus) · Kirsch · de Kort · Mollema · Mosca (vanaf 1 augustus) · Moschetti · Mullen · Pantano · Pedersen  · Porte · Reijnen · Skujiņš · Stetina · Stuyven · Theuns · Debeaumarché (stagiair) · López (stagiair) · Quarterman (stagiair)